# De Pontinske Øer
Pontinske øer er en italiensk øgruppe i det Tyrrhenske hav mellem Rom og Napoli. Øgruppen består af seks øer:
- Ponza
- Gavi
- Palmarola
- Zannone
- Ventotene
- Santo Stefano

Kun Ponza og Ventotene er beboede. Der er færgeforbindelse fra Anzio, Terracina og Formia på det italienske fastland.
40°53′05″N 13°09′15″Ø / 40.88472°N 13.15417°Ø